# Taurów (Ukraina)
Taurów – wieś na Ukrainie w rejonie tarnopolskim należącym do obwodu tarnopolskiego.
W 1892 w Taurowie urodził się Marcin Gawłowski, major Wojska Polskiego, kawaler Virtuti Militari. 
W II Rzeczypospolitej miejscowość w powiecie brzeżańskim województwa tarnopolskiego.
W nocy z 22/23 czerwca 1937 w Taurowie nacjonaliści ukraińscy skrytobójczo zamordowali polskiego działacza społecznego Adolfa Czubę.  
W 1938 r. członkowie OUN zamordowali sołtysa Jana Papugę i oraz działacza Kółek Rolniczych Pawła Sabinę. 
17 września 1939 r. nacjonaliści ukraińscy w pobliżu wsi zaatakowali i wymordowali 20-osobowy oddział Wojska Polskiego, rabując 12 wozów taborowych. W latach 1939–1944 członkowie OUN-UPA zamordowali tutaj 39 Polaków.